# Башкиров, Матвей Емельянович
Матвей Емельянович Башкиро́в (1843—1924) — российский предприниматель, хлебопромышленник; гласный Нижегородской городской думы

## Биография
После внезапной смерти Якова Емельяновича, среднего сына Емельяна Григорьевича, главой клана Башкировых в Нижнем Новгороде стал младший из сыновей — Матвей, родившийся в 1843 году. При разделе имущества ему досталась наименьшая доля, но обделённым он себя не считал. Именно Матвей занимался строительством мельниц, доставшихся старшим братьям. Взявшись за строительство и для себя, через десять лет он уже имел собственность, ненамного уступавшую состояниям Николая и Якова.
В силу своего положения и богатства Матвей Башкиров занимался общественной деятельностью и благотворительностью. В 1880 году Матвея Емельяновича избрали попечителем общественной богадельни, три года спустя он стал гласным Нижегородской городской думы, в 1885 году ему предложили стать членом-попечителем реального училища. Своей благотворительностью он снискал любовь и уважение рабочего народа, хотя был очень скромным по натуре и старался держаться в тени. Матвей Башкиров на протяжении всей своей жизни жертвовал большие деньги на дело народного образования.
В годы Первой мировой войны из Варшавы потребовалось перевести политехнический институт. За право принять политех боролись Тифлис, Саратов, Одесса, Оренбург, Омск, Екатеринослав, Екатеринбург и Нижний Новгород. Принимающий город должен был собрать на перевод вуза не менее двух миллионов рублей. Благодаря вложениям купцов и дворян конкурс выиграл Нижний Новгород. Матвей Емельянович пожертвовал на институт самую весомую сумму — полмиллиона рублей.
Каждое лето Матвей Башкиров отдыхал на даче в Зимёнках и получил там уважительное прозвище «Благотворителя». Однажды с благодарностью к нему пришли жители соседней деревеньки, которым мукомол построил водокачку. На что Башкиров сказал: «Не для вас, мужики, старался, а для ваших баб беременных». Дело в том, что это село располагалось на высоком берегу, и женщинам с полными ведрами приходилось каждый день преодолевать крутой подъём в гору. Его стараниями в Зимёнках был построен спуск к пристани, в соседнем селе отремонтирована церковь.
Первая больничная касса в Нижнем Новгороде тоже открылась при мельнице Матвея Башкирова. Сыновьям умерших рабочих там выдавалось по 30 рублей. На похороны умерших выделялось по 6 рублей на семью, а роженицам назначалось четырёх рублёвое пособие. Богатый мукомол слыл не только человеком щедрым, но и распорядительным поэтому когда в 1891 году Лукояновский уезд поразил голод, в комиссию по ликвидации мора выбрали именно Матвея Емельяновича.
В 1890-е годы ему предложили стать членом учётного и учётно-ссудного комитетов Нижегородского отделения Государственного банка. Вскоре своё прочное положение в банковском мире богатый мукомол закрепил тем, что выдал свою дочь замуж за сына директора Нижегородской конторы Государственного банка г-на Полянского, очень авторитетного чиновника.
Матвей Башкиров стал одним из «некоронованных королей» Нижнего Новгорода. Но мало кто из хорошо знавших семью Башкировых решился бы назвать этого удачливого предпринимателя счастливым человеком. Первая супруга скончалась от белой горячки. Вторая жена, Анна Ивановна, после самоубийства своего сына сильно заболела и скоро скончалась — 23 сентября 1908 года. После Октябрьской революции в 1917 году у семьи Башкировых отобрали всё. И богатый купец к 1918 году остался нищим. В 1924 году он умер. Проводить его пришло множество людей, помнивших прежние благодеяния купца-мукомола. Похоронен он был на Казанском кладбище при Нижегородском Крестовоздвиженском монастыре.